# Die Bank (Zeitschrift)
die bank – Zeitschrift für Bankpolitik und Praxis (Eigenschreibweise die bank) war eine der bedeutendsten Publikationen der Kreditwirtschaft im deutschsprachigen Raum. Die Zeitschrift wurde ab 1961 vom Bundesverband deutscher Banken e. V. bzw. dem Bank-Verlag herausgegeben.
Das Themenspektrum von „die bank“ umfasste Fachbeiträge, Interviews, Kommentare, Aufsätze und mehr, gegliedert in feste Rubriken wie Finanzmarkt, (Bank-)Management, Regulierung, IT & Digitalisierung sowie Beruf & Karriere. Die Autoren waren ausnahmslos Experten von Rang und vermittelten den Lesern Strategien, Technologien, Trends und Ideen aus der gesamten Finanzdienstleistungsbranche.
Zum Jahresende 2023 wurde die Zeitschrift eingestellt.

## Geschichte
„die bank“ war der Nachfolger der im Oktober 1901 vom „Centralverband des Deutschen Bank- und Bankiergewerbes“ in Berlin gegründeten Zeitschrift „Bank-Archiv – Zeitschrift für Bank- und Börsenwesen“. Ab 1961 war der Bundesverband deutscher Banken (Bankenverband) Herausgeber, der Name lautete „Bank-Betrieb – Betriebswirtschaftliche Informationen für die privaten Banken“.
1977 wurde die Zeitschrift einem Relaunch unterzogen und zugleich umbenannt in „Die Bank - Zeitschrift für Bankpolitik und Bankpraxis“. Die Schreibweise des Titels änderte sich in der Folge zu „die bank – Zeitschrift für Bankpolitik und Praxis“. Ab 2013 war die BdB-Tochter Bank-Verlag Herausgeber der Zeitschrift, die neben der Printausgabe auch als ePaper erschien und einen wöchentlich erscheinenden Newsletter publizierte.
Ein Alleinstellungsmerkmal war das jährliche Ranking „Die Top100 der deutschen Kreditwirtschaft“, das in der Branche vielfach als Referenz genutzt wurde. „die bank“ produzierte neben zahlreichen Sonderausgaben auch Supplements wie „Digital Finance“ (2017) sowie mit der „KI-Note“ (2019 – 2022) die erste Fachzeitschrift für das Themenfeld Künstliche Intelligenz.
Die Erscheinungsweise der Printausgabe war zunächst monatlich und wurde später auf zehn gedruckte Ausgaben reduziert. Die letzte Ausgabe „die bank“ erschien im Dezember 2023.

## Inhalt
Die ständigen Ressorts waren Finanzmarkt, Banking, Betriebswirtschaft, Bankbetriebslehre, Informationstechnik/Kommunikation, Kreditwesen sowie Beruf & Karriere.